# Longiano
Longiano ist eine Gemeinde mit 7270 Einwohnern (Stand 31. Dezember 2023) in der Provinz Forlì-Cesena in der italienischen Region Emilia-Romagna, etwa 90 km südöstlich von Bologna und etwa 30 km südöstlich von Forlì. Der Hauptort der Gemeinde liegt auf der ersten Hügelkette des Apennin südlich der Po-Ebene und wird von der Burganlage "Rocca Malatestiana" aus dem 13. und 14. Jahrhundert überragt. Ein Teil des Gemeindegebietes liegt in der Ebene und berührt die Staatsstraße 9, an der sich zahlreiche Industriebetriebe angesiedelt haben. 
Die Gemeinde umfasst die Ortsteile Badia, Balignano, Budrio, Crocetta, Felloniche, Massa, Montilgallo und Ponte Ospedaletto.
Angrenzende Gemeinden sind Borghi, Cesena, Gambettola, Gatteo, Montiano, Roncofreddo, Santarcangelo di Romagna und Savignano sul Rubicone.